# Opisthacanthus heurtaultae
Espèce
Opisthacanthus heurtaultae est une espèce de scorpions de la famille des Hormuridae.

## Distribution
Cette espèce est endémique de Guyane. Elle se rencontre vers Kourou.

## Description
Le mâle holotype mesure 63,9 mm.

## Étymologie
Cette espèce est nommée en l'honneur de Jacqueline Heurtault.

## Publication originale
- Lourenço, 1980 : A proposito de duas novas especies de Opisthacanthus para a regiäo neotropical. Opisthacanthus valerioi da Isla del Coco, Costa Rica e Opisthacanthus heurtaultae da Guiana francesa (Scorpionidae). Revista Nordestina de Biologia, vol. 3, no 2, p. 179–194.